# Ranunculus ophioglossifolius
Ranunculus ophioglossifolius là một loài thực vật có hoa trong họ Mao lương. Loài này được Vill. miêu tả khoa học đầu tiên năm 1789.

## Hình ảnh

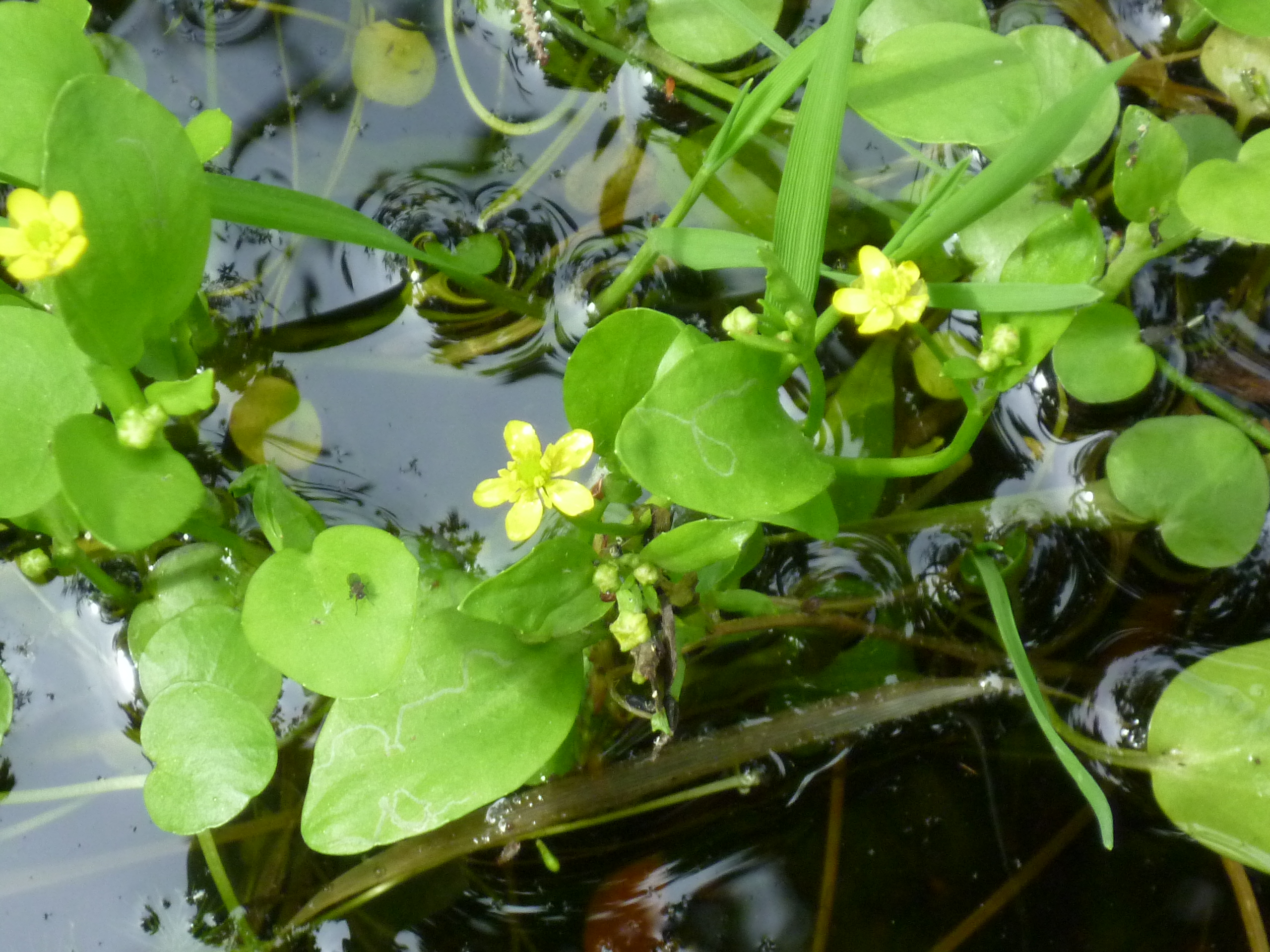
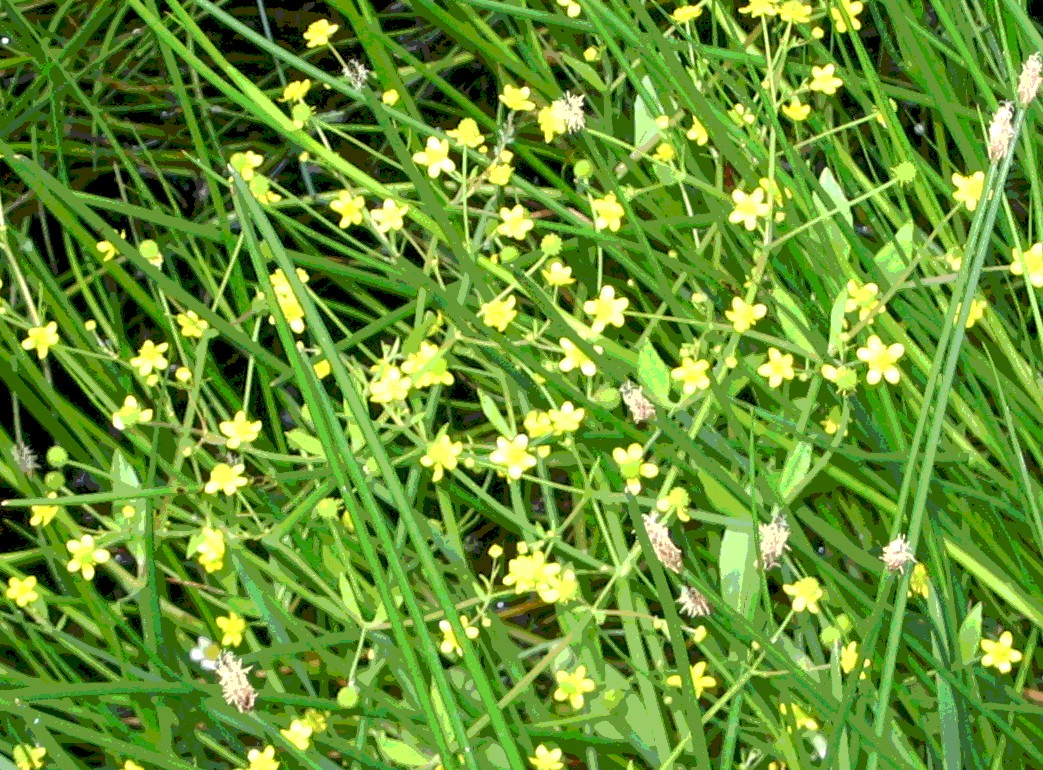